# فسون
فسون یک روستا در ایران است که در دهستان قلعه زری شهرستان خوسف واقع شده‌است. فسون ۳۴ نفر جمعیت دارد.